# روده پسین
روده پسین یا روده پشتی (به انگلیسی: Hindgut) (یا epigaster) بخش پشتی (دمی) از مجرای گوارشی است. در پستانداران شامل یک سوم دیستال کولون عرضی و خم شدن طحال، کولون نزولی، کولون سیگموئید و تا محل اتصال مخرجی-راست‌روده‌ای است. در جانورشناسی اصطلاح hindgut به سکوم و کولون صعودی نیز اشاره دارد.